# Émerick Darbelet
  -->
Émerick Darbelet est un footballeur français né le 4 août 1973 à Moulins (Allier). Il mesure 1,72 m pour 70 kg.

## Biographie
Milieu de terrain, il a été finaliste de la Coupe de France en 2001 avec Amiens.

## Carrière de joueur
- 1987-1988 : AS Moulins
- 1988-juillet 1992 : Matra Racing
- 1992-juillet 1994 : Stade rennais
- juillet 1994-1999 : Le Mans UC 72
- 1999-2001 : Amiens SC
- 2001-2002 : AC Ajaccio
- 2002-janvier 2005 : Chamois niortais FC
- février 2005-décembre 2005 : Clermont Foot
- janvier 2006- juin 2006 : FC Rouen
- 2006 à 2010 : AS Moulins[1]

## Palmarès
- Finaliste de la Coupe de France 2001 avec l'Amiens SC
- Champion de France de Ligue 2 en 2002 avec l'AC Ajaccio